# 雷索希爾卡 (哈爾科夫州)
49°20′15″N 37°10′7″E / 49.33750°N 37.16861°E
雷索希爾卡（烏克蘭語：Лисогірка）是位於烏克蘭東部的村莊，由哈爾科夫州伊久姆區的庫尼耶市鎮負責管轄。該村面積0.32平方公里，海拔高度86米，2001年人口34，人口密度每平方公里104.9人。